# Pella
För andra betydelser, se Pella (olika betydelser).
Pella (grekiska: Πελλα; bul. och mak.: Пела, Pela eller Постол, Postol) är en ort i Grekland.   Den ligger i prefekturen Nomós Péllis och regionen Mellersta Makedonien, i den norra delen av landet, 300 km norr om huvudstaden Aten. Pella ligger 62 meter över havet och antalet invånare är 2 476.
Pella var huvudstad i kungadömet Makedonien under antiken och var Alexander den stores födelsestad. 
Staden grundades av Archelaos I av Makedonien och fick ersätta den tidigare huvudstaden Aigai. Efter Romarrikets erövring av området 167 f.Kr. sjönk staden tillbaka i betydelse. Moderna utgrävningar har avslöjat att det i Pella funnits ett flertal stora byggnader dekorerade med olika mosaiker.
Terrängen runt Pella är platt, och sluttar söderut. Runt Pella är det ganska tätbefolkat, med 70 invånare per kvadratkilometer. Närmaste större samhälle är Giannitsá, 10,5 km väster om Pella. Trakten runt Pella består till största delen av jordbruksmark.
Klimatet i området är fuktigt och subtropiskt. Årsmedeltemperaturen i trakten är 16 °C. Den varmaste månaden är juni, då medeltemperaturen är 28 °C, och den kallaste är december, med 2 °C. Genomsnittlig årsnederbörd är 844 millimeter. Den regnigaste månaden är februari, med i genomsnitt 116 mm nederbörd, och den torraste är augusti, med 21 mm nederbörd.

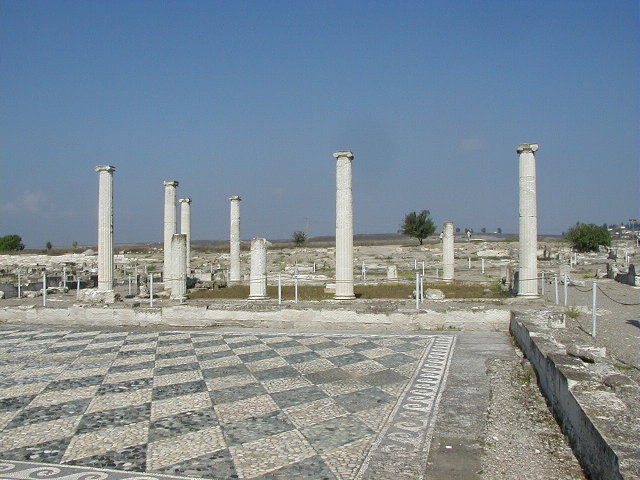
Den antika staden Pella ligger i det historiska grekiska landskapet Makedonien i norra Grekland och var Alexander den stores födelsestad.